# Dodekakarbonyl tetrarhodia
Dodekakarbonyl tetrarhodia je chemická sloučenina se vzorcem Rh4(CO)12. Jedná se o karbonyl rhodia, mající za pokojové teploty podobu tmavě červeného prášku. Používá se v organické syntéze jako katalyzátor.

## Příprava, struktura, a reakce
Rh4(CO)12 se připravuje reakcí vodného roztoku chloridu rhoditého s aktivovanou mědí v atmosféře oxidu uhelnatého:
4 RhCl3(H2O)3 + 8 Cu + 22 CO → Rh4(CO)12 + 2 CO2 + 8 Cu(CO)Cl + 4 HCl + 10 H2O
Další možností je reakce methanolového roztoku chloridu rhoditého s CO a následná karbonylace vytvořeného H[RhCl2(CO)2] za přítomnosti citronanu sodného.
Molekula Rh4(CO)12 obsahuje tetraedricky uspořádané čtyři atomy Rh s devíti koncovými a třemi můstkovými CO ligandy; tuto strukturu je možné zapsat jako Rh4(CO)9(μ-CO)3.
Při zahřátí tento komplex může reagovat s fosfiny, L:
Rh4(CO)12 + n L → Rh4(CO)12-nLn + n CO
Dodekakarbonyl tetrarhodia se ve vroucím hexanu přeměňuje na hexadekakarbonyl hexarhodia:
3 Rh4(CO)12 → 2 Rh6(CO)16 + 4 CO

## Podobné karbonyly
Karbonyly rhodia jsou, vzhledem ke své podobnosti s katalyzátory hydroformylací, podrobně zkoumány. Vedle nestálého oktakarbonylu dirhodia, Rh2(CO)8, je také znám odpovídající karbonyl kobaltu, Co2(CO)8. Roztoky Rh4(CO)12 se za vysokých tlaků CO mění na Rh2(CO)8:
Rh4(CO)12 + 4 CO → 2 Rh2(CO)8
Na rozdíl od Co2(CO)8, obsahujícího můstkové karbonyly, jsou v hlavním izomeru Rh2(CO)8 všechny CO ligandy koncové. Nestálost Rh2(CO)8 je analogická náchylnosti Ru(CO)5 k přeměně na Ru3(CO)12.